# Malthusianesimo

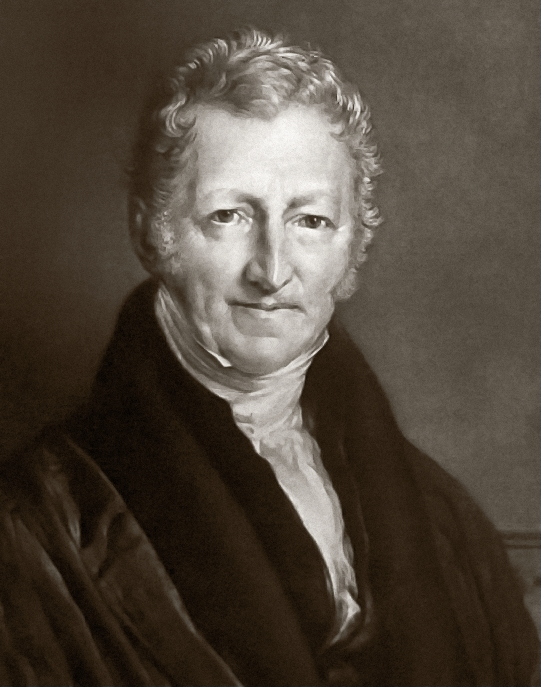
Thomas Malthus

Il malthusianesimo è una dottrina economica che, rifacendosi all'economista inglese Thomas Malthus, attribuisce principalmente alla pressione demografica la diffusione della povertà e della fame nel mondo, cioè in sostanza allo stretto rapporto esistente tra popolazione e risorse naturali disponibili sul pianeta.

## Descrizione

### Disparità tra risorse prodotte e aumento geometrico della popolazione
La teoria malthusiana si fa assertrice di un energico controllo delle nascite e auspica il ricorso a strumenti tali a disincentivare la natalità, al fine di evitare il deterioramento dell'ecosistema terrestre e l'erosione delle risorse naturali non rinnovabili. Ralph Waldo Emerson criticò il malthusianesimo osservando che esso non contemplava l'incremento della capacità inventiva e tecnologica dell'essere umano.
Nel Saggio sul principio della popolazione, scritto nel 1798, Malthus sostiene che la crescita demografica non è ricchezza per lo Stato, come credeva la maggior parte degli studiosi dell'epoca, mentre il più recente cornucopianesimo ha sostenuto la tesi opposta, pensando alla crescita esponenziale della popolazione come a un fatto positivo per lo sviluppo umano.
Malthus afferma che mentre la crescita della popolazione è geometrica, quella dei mezzi di sussistenza è solo aritmetica. Una tale diversa progressione condurrebbe a uno squilibrio tra risorse disponibili, in particolar modo quelle alimentari, e capacità di soddisfare una sempre maggiore crescita demografica. La produzione delle risorse non potrà sostenere la crescita della popolazione: una sempre maggiore presenza di esseri umani produrrà, proporzionalmente, una sempre minore disponibilità di risorse sufficienti a sfamarli. Tutto ciò può portare, secondo Malthus, a un progressivo immiserimento della popolazione.

### Freni demografici
Per prevenire tale povertà possono essere efficaci freni "preventivi" (ovvero freni che agiscono ex ante prevenendo l'abnorme sviluppo demografico) che pongano impedimenti morali alla riproduzione (come il posticipo dell'età matrimoniale e la castità prematrimoniale) , oppure freni repressivi (come le guerre, carestie e epidemie) . Le classi dirigenti del tempo furono propense per questi motivi, e in considerazione della necessità di un argine all'incremento demografico, a giustificare le condizioni di precarietà in cui versava la popolazione.
Malthus considerava dannosa la politica assistenziale dell'Inghilterra nei confronti dei poveri: questa non faceva altro che aumentare lo sviluppo demografico, foriero di una dannosa sovrappopolazione.
Con il termine "malthusianesimo" o "neo-malthusianesimo" (termine associato a un risveglio della teoria malthusiana in coincidenza con il dibattito portato dalla convocazione, su impulso dell'ONU, della Conferenza internazionale sulla popolazione e lo sviluppo a Bucarest nel 1974) vengono oggi indicate quelle teorie che, ispirandosi a Malthus, attribuiscono la povertà allo squilibrio tra la crescita della popolazione e lo sviluppo delle risorse.
Inoltre, i fattori demografici, il sovrappopolamento e lo squilibrio popolazione-economia sarebbero ritenuti i responsabili dei movimenti migratori.
Uno dei primi critici delle teorie malthusiane fu Karl Marx ne Il Capitale definendo l'"Essay on Population" «un superficiale plagio, declamazione da scolaro o meglio da prete, delle opere di Defoe, Sir James Steuart, Townsend, Franklin, Wallace, etc., e non contiene ‘neanche una sola posizione originale’» 
; e altri motivarono in modo scientifico che il progresso nella scienza e nella tecnologia avrebbero consentito una crescita esponenziale indefinita della popolazione. "Non vi sono limiti allo sviluppo" è l'espressione, in polemica con lo slogan del Club di Roma, di una serie di articoli pubblicati nel corso degli ultimi decenni da parte del movimento internazionale di Lyndon LaRouche al fine di dimostrare la fondatezza di queste motivazioni e proporre una politica coerente di progresso e sviluppo, oltreché denunciare le vere intenzioni che animano le politiche di austerità .